# Ladronka (usedlost na Smíchově)
Ladronka (Štěpánka, Tiburciovská) je zaniklá usedlost v Praze 5-Smíchově, která stála v dolní části ulice Pod Kotlářkou.

## Historie
Usedlost stála v místech středověké vinice malostranského měšťana Tiburcia Raka. Rak roku 1417 spojil dvě dosud samostatné vinice v Motole a Košířích do jedné, podle jeho jména nazývané „Tiburciovská“. Z vinohradu platil desátek zčásti dvoru jeptišek u svatého Jiří v Motole a zčásti košířskému dvoru.
Po husitských válkách v 1. polovině 15. století vinice zpustla a ještě roku 1553 byla uváděna jako „částečně sešlá“.
Koncem 17. století měl v držení pozemky s vinicí generál vachmistr Filip Ferdinand de la Crone (majitel břevnovské Ladronky). Později deskový statek získal v polovině 18. století hrabě Jan Václav z Bubna a Litic. Dalším jejím majitelem byl staroměstský mlynář Václav Klika (majitel Sovových mlýnů).
v 80. letech 19. století byla usedlost v držení Jana a Terezie Stelšovských, poté ji vlastnila rodina Rennerů, majitelů nedaleké Skalky.
Usedlost zanikla kolem roku 1938, kdy byly její pozemky rozparcelovány.